# Nova Varoš
Pour les articles homonymes, voir Nova Varoš (Banja Luka), Nova et Varoš.
Nova Varoš (en serbe cyrillique : Нова Варош) est une ville et une municipalité de Serbie situées dans le district de Zlatibor et dans la région de la Raška. Au recensement de 2011, la ville comptait 8 865 habitants et la municipalité dont elle est le centre 16 758.

## Géographie
Nova Varoš est située à l'ouest de la Serbie, sur la route nationale Belgrade-Bar. La ville se trouve dans les monts  Zlatar, qui font partie de la chaîne du Zlatar, dans les Alpes dinariques ; elle est située à une altitude de 1 111 m ; au nord, s'étendent les monts Zlatibor, qui, eux aussi font partie des Dinarides. 
La municipalité de Nova Varoš, quant à elle, couvre une superficie de 581 km2. Elle est entourée par celles de Prijepolje au sud-ouest et de Sjenica au sud-est, par celles d'Ivanjica à l'est, d'Arilje et de Čajetina au nord, et par celle de Priboj à l'ouest. 

## Histoire
Le territoire de la municipalité de Nova Varoš a été habité par les Celtes puis conquis par les Romains et les Slaves. Au Moyen Âge, il fit partie de l'État serbe médiéval de Rascie puis, au XVe siècle, fut intégré à l'Empire ottoman. La ville de Nova Varoš a été fondée au XVIe siècle et elle fit partie du Sandjak de Novi Pazar, une subdivision de l'Empire ottoman, jusqu'en 1913, date à laquelle elle redevint serbe.

## Localités de la municipalité de Nova Varoš
La municipalité de Nova Varoš compte 33 localités :
|  | - Akmačići - Amzići - Bistrica - Božetići - Brdo - Bukovik - Burađa - Vilovi - Vraneša - Gornja Bela Reka - Gornje Trudovo | - Debelja - Donja Bela Reka - Draglica - Draževići - Drmanovići - Jasenovo - Komarani - Kućani - Ljepojevići - Miševići - Negbina | - Nova Varoš - Ojkovica - Radijevići - Radoinja - Rutoši - Seništa - Tikva - Tisovica - Trudovo - Čelice - Štitkovo |

Nova Varoš est officiellement classée parmi les « localités urbaines » (en serbe : градско насеље et gradsko naselje) ; toutes les autres localités sont considérées comme des « villages » (село/selo).

## Démographie

### Ville

#### Évolution historique de la population dans la ville
| 1948  | 1953  | 1961  | 1971  | 1981  | 1991   | 2002   | 2011  |
| ----- | ----- | ----- | ----- | ----- | ------ | ------ | ----- |
| 1 781 | 2 179 | 3 200 | 5 718 | 8 565 | 10 424 | 10 335 | 8 865 |

### Municipalité

#### Répartition de la population dans la municipalité (2002)
Toutes les localités de la municipalité sont peuplées d'une majorité de Serbes.

## Politique

### Élections locales de 2004
À la suite des élections locales serbes de 2004, les 27 sièges de l'assemblée municipale de Nova Varoš se répartissaient de la manière suivante :
| Parti                                       | Sièges |
| ------------------------------------------- | ------ |
| Parti socialiste de Serbie                  | 5      |
| Parti démocratique                          | 4      |
| Liste « Novi Ljudi »                        | 3      |
| Mouvement serbe du renouveau                | 3      |
| Parti radical serbe                         | 3      |
| Liste « Mouvement Renouveau de Nova Varoš » | 2      |
| Nouvelle Serbie                             | 2      |
| Parti démocratique de Serbie                | 2      |
| G17 Plus                                    | 1      |
| Liste « Mouvement pour Nova Varoš »         | 1      |
| Mouvement Force de la Serbie                | 1      |

Au terme de cette élection, Branislav Dilparić, membre du Parti socialiste de Serbie (SPS) a été élu président (maire) de la municipalité.

### Élections locales de 2008
À la suite des élections locales serbes de 2008, les 27 sièges de l'assemblée municipale de Nova Varoš se répartissaient de la manière suivante :
| Parti                                                                         | Sièges |
| ----------------------------------------------------------------------------- | ------ |
| Pour une Serbie européenne                                                    | 7      |
| Parti radical serbe                                                           | 6      |
| Parti socialiste de Serbie - Parti des retraités unis de Serbie - Serbie unie | 4      |
| Liste « De nouvelles personnalités pour Nova Varoš »                          | 4      |
| Parti démocratique de Serbie                                                  | 3      |
| Nouvelle Serbie - Mouvement serbe du renouveau                                | 2      |
| Parti démocratique du Sandžak                                                 | 1      |

Les élections ont été remportées par une coalition formée par la liste Pour une Serbie européenne du président Boris Tadić, par le Parti socialiste de Serbie et ses alliés, par le parti Nouvelle Serbie et par le Parti démocratique du Sandžak. L'opposition municipale est constituée du Parti radical serbe, du Parti démocratique de Serbie et d'une liste de citoyens appelée Novi ljudi za Nova Varoš (« De nouvelles personnalités pour Nova Varoš »). Slaviša Purić, membre du Parti démocratique (DS), a été élu président (maire) de la municipalité (en serbe : predsednik opštine) et Nenad Todorović, membre du parti G17 Plus, vice-président, le DS et G17+ appartenant à l'alliance Pour une Serbie européenne. L'ancien président socialiste de la municipalité, Branislav Dilparić, membre de la coalition gouvernementale, a été élu président de l'assemblée municipale,.

## Sport
Nova Varoš possède un club de football, le FK Zlatar, créé en 1925.

## Économie
Près de Kokin Brod, à 11 km de Nova Varoš en direction de Zlatibor, a été construite un barrage sur la rivière Uvac, formant ainsi un lac de retenue, le lac de Zlatar (ou lac de Kokin Brod). La centrale hydroélectrique Kokin Brod produit 22,5 MW par an ; elle est gérée par l'entreprise publique Elektroprivreda Srbije (EPS). Cette centrale fait partie d'un ensemble hydroélectrique exploitant les ressources des rivières Uvac et Lim, ensemble qui produit chaque année environ 800 millions de kilowatts-heures d'électricité.
Dans la municipalité de Nova Varoš, 33,85 % de la superficie est couverte de forêts et 57,10 % des terres sont consacrées à l'agriculture ; l'élevage figure aussi parmi les activités importantes du secteur ; on y produit un fromage réputé, le fromage de Zlatar (en serbe : златарски сир et zlatarski sir). L'apiculture est également présente dans la région.
Sur le plan industriel, la ville est marquée par l'industrie du bois, par l'industrie textile et celle de la chaussure. On y trouve aussi quelques entreprises travaillant dans le domaine de la chimie et de la métallurgie.

## Tourisme

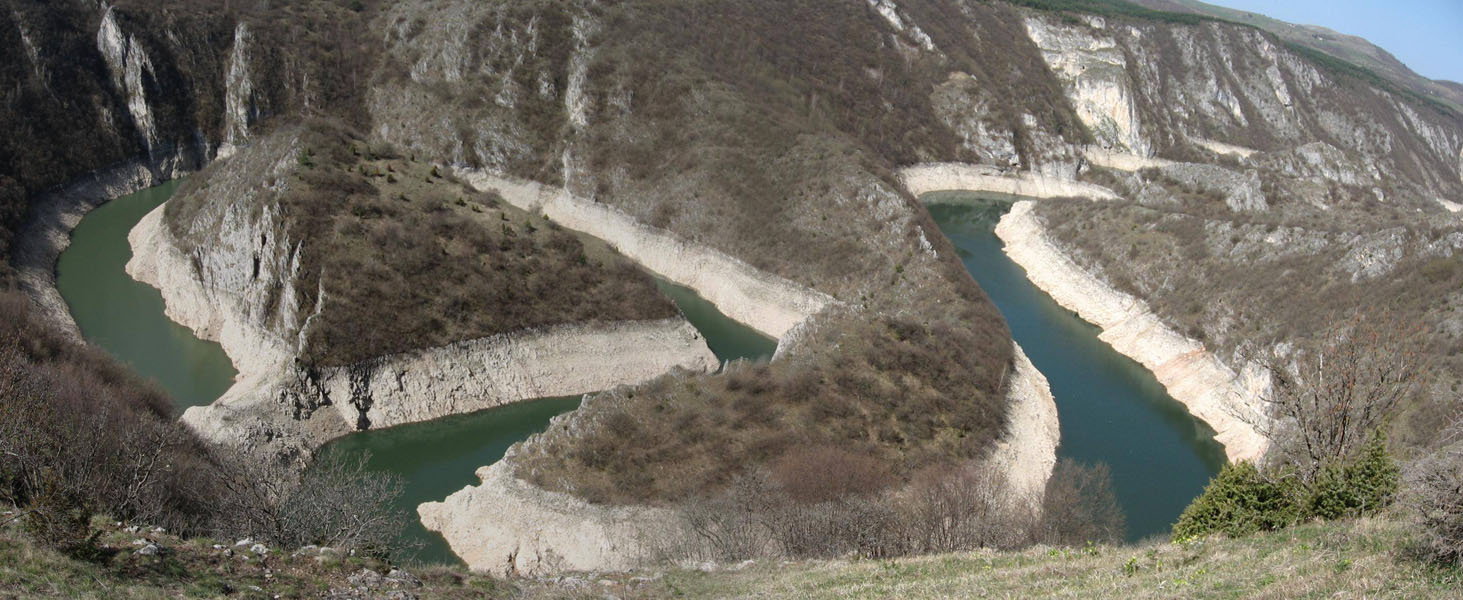
Le canyon de l'Uvac

Nova Varoš offre des possibilités pour le tourisme, notamment avec les paysages et les curiosités naturelles des monts Zlatar, situés à proximité immédiate. Le canyon de l'Uvac forme des méandres tortueux sur 20 km et, en raison de la richesse de sa flore et de sa faune, il a été classé comme réserve naturelle de catégorie IV sur la liste de l'UINC ; il abrite des espèces rares d'oiseaux comme le vautour fauve ; de ce fait, le site a également été transformé en une Zone importante pour la conservation des oiseaux (en abrégé : ZICO). Les forêts du Zlatar offrent des possibilités pour la chasse ou à la randonnée et les lacs sont propices à la pêche sportive ou à la baignade. Nova Varoš est également située au sud du massif montagneux de Zlatibor, qui offre de nombreux sites et attractions pour les touristes.
Sur le plan culturel, la municipalité abrite quelques édifices ou ensembles architecturaux anciens, dont certains sont classés sur la liste des monuments culturels de Serbie. La ville de Nova Varoš conserve une petite čaršija, un quartier typique de l'époque ottomane. Le territoire de la municipalité conserve aussi deux églises en bois classées : celle de Kućani date de la première moitié du XVIIIe siècle et celle de Radijevići a été construite en 1808. L'une des curiosités du secteur est également l'ethno-village de Štitkovo, avec ses maisons traditionnelles datant de la fin du XIXe siècle. À proximité de Nova Varoš, mais dans la municipalité voisine de Prijepolje, se trouvent également le monastère de Mileševa et la forteresse de Mileševac, qui remontent au XIIIe siècle.

## Transport
- Route nationale 21 (Serbie)

## Personnalités

Petar Bojović

Le voïvode Petar Bojović (1858-1945) est né à Miševići ; il fut un des quatre chefs de l'armée serbe pendant les guerres des Balkans et lors de la Première Guerre mondiale.
L'ingénieur civil, spécialiste de mécanique des sols et académicien Dušan Milović est né en 1925 dans la ville ;